# Little Fish (film 2020)
Little Fish è un film del 2020 diretto da Chad Hartigan.

## Produzione
Le riprese del film sono iniziate l'11 marzo 2019.

## Promozione
Il primo trailer del film è stato diffuso il 24 novembre 2020.

## Distribuzione
La pellicola doveva essere presentata al Tribeca Film Festival il 17 aprile 2020, ma dopo la cancellazione dell'evento a causa della pandemia di COVID-19, è stata presentata al Newport Beach Film Festival il 1º ottobre 2020 e distribuita nelle sale cinematografiche statunitensi a partire dal 5 febbraio 2021.